# 赫明森山
赫明森山（英語：Mount Hemmingsen），是南極洲的山峰，位於帕爾默地，處於科爾特冰原島峰西南面9公里的梅納達斯冰川南岸，美國地質調查局根據測量和美國海軍拍攝的空中照片繪入地圖，現時由南極條約體系管理。